# Frans Poptie
Frans Poptie (Leiden, 3 maart 1918 – Zoetermeer, 31 december 2010) was een Nederlands jazzviolist die naast viool ook klarinet en saxofoon speelde, en tevens arrangeerde en dirigeerde. Hij speelde onder andere in Accordeola.

## Loopbaan
Poptie speelde in verschillende orkesten en ensembles en werkte veel samen met Eddy Christiani. Zijn liedje "Rhythm for You" werd in 2008 gebruikt in het computerspel Fallout 3.
In 2002 moest hij wegens ziekte het vioolspelen opgeven. Op de laatste dag van 2010 overleed hij op 92-jarige leeftijd in een verzorgingstehuis in Zoetermeer.

## Discografie

### Albums
- Swing Specialities (1957)
- Fiddling Around the World (1958)
- Background Music Dimmed Lights
- Frans Poptie and his Swing Specials
- Poptie Potpourri
- Funny Strings (1966)
- Frans Poptie Swings Forever (1968)
- Barmusik 3
- Frans Poptie & Barsextet Tonny Eyk "Achtergrondmuziek deel 3 - Borrelnootjes" (1969)
- Frans Poptie & Rhythm Section: Nine by Nine (1971)
- Frans Poptie Goes Country (1974)
- Dimmed Lights (1976)
- Terug in de tijd met...Frans Poptie's Swing Special Quintet "Funny Strings" (1991) CD

### Ep's
- Frans Poptie en zijn solisten (1956)
- Swing Specialities No. 1 (1957)
- Swing Specialities No. 2 (1957)
- Swing Specialities No. 3 (1957)
- Fiddling Around the World 1 (1959)
- Fiddling Around the World 2 (1959)
- Fiddling Around the World 3 (1959)

### Singles
- Sweet Georgia Brown (1961)

### Verzamel
- It's Easy to Remember / Terug naar toen (1995), cd